# Долња Битња
Долња Битња (словен. Dolnja Bitnja, итал. Bittigne di Sotto) је насељено мјесто у општини Илирска Бистрица, Приморско-нотрањска регија, Словенија.

## Историја
До територијалне реорганизације у Словенији била је у саставу старе општине Илирска Бистрица.

## Становништво
У попису становништва из 2011. године, Долња Битња је имала 81 становника.
| Број становника према пописима | Број становника према пописима | Број становника према пописима |
| ------------------------------ | ------------------------------ | ------------------------------ |
| 1991                           | 2002                           | 2011                           |
| 81                             | 74                             | 81                             |